# Championnat d'Espagne de football 1966-1967
Navigation
Primera División 1965-66 Primera División 1967-68
Le championnat d'Espagne de football 1966-1967 est la 36e édition du championnat. Elle est remportée par le Real Madrid. Organisée par la Fédération espagnole de football, elle se dispute du 10 septembre 1966 au 23 avril 1967.
Le club madrilène l'emporte avec cinq points d'avance sur le CF Barcelone et dix sur le troisième, le Espanyol Barcelone. C'est le douzième titre des « Merengues » en championnat.
Le système de promotion/relégation ne change pas : descente et montée automatique pour les deux derniers de division 1 et les deux premiers des deux groupes de deuxième division, barrages de promotion pour les treizième et quatorzième de division 1 et les deuxième des deux groupes de division 2. En fin de saison, les trois promus de la saison précédente, l'Hércules Alicante, le Deportivo La Corogne, ainsi que le Grenade CF après barrages, sont relégués en deuxième division. Ils sont remplacés la saison suivante par la Real Sociedad, le CD Málaga et le Real Betis Balompié.
L'attaquant brésilien Waldo Machado, du Valence CF, termine meilleur buteur du championnat avec 24 réalisations.

## Règlement de la compétition
Le championnat de Primera División est organisé par la Fédération espagnole de football, il se déroule du 10 septembre 1966 au 23 avril 1967.
Il se dispute en une poule unique de 16 équipes qui s'affrontent à deux reprises, une fois à domicile et une fois à l'extérieur. L'ordre des matchs est déterminé par un tirage au sort avant le début de la compétition.
Le classement final est établi en fonction des points gagnés par chaque équipe lors de chaque rencontre : deux points pour une victoire, un pour un match nul et aucun en cas de défaite. En cas d'égalité de points entre deux ou plusieurs de clubs en fin de championnat, le classement se fait à la différence de buts. L'équipe possédant le plus de points à la fin de la compétition est proclamée championne. En fin de saison, les deux derniers du championnat sont relégués en Segunda División et remplacés par les deux premiers des deux groupes de ce championnat. Des barrages de promotion sont disputés entre les treizième et quatorzième de division 1 et les deuxième des deux groupes de division 2.

## Équipes participantes
Cette saison de championnat se dispute à 16 équipes. L'Atlético Madrid inaugure lors de cette saison son nouveau stade, le Manzanares, appelé depuis stade Vicente-Calderón.
| \| A. Bilbao Atlético Madrid CF Barcelone Séville CF Real Madrid Valence CF Real Saragosse Elche CF Córdoba CF Espanyol UD Las Palmas Pontevedra CF CE Sabadell D. La Corogne Grenade CF H. Alicante \| Localisation des clubs engagés dans le championnat. |
| A. Bilbao Atlético Madrid CF Barcelone Séville CF Real Madrid Valence CF Real Saragosse Elche CF Córdoba CF Espanyol UD Las Palmas Pontevedra CF CE Sabadell D. La Corogne Grenade CF H. Alicante                                                           |

| Clubs                | Ville                      | Stade                 | Capacité |
| -------------------- | -------------------------- | --------------------- | -------- |
| Hércules Alicante    | Alicante                   | La Viña               | 14 024   |
| Atlético Bilbao      | Bilbao                     | San Mamés             | 41 400   |
| Atlético Madrid      | Madrid                     | Manzanares            | 70 000   |
| CF Barcelone         | Barcelone                  | Camp Nou              | 90 138   |
| Córdoba CF           | Cordoue                    | El Arcángel           | 23 800   |
| Deportivo La Corogne | La Corogne                 | Riazor                | 22 182   |
| Elche CF             | Elche                      | Altabix (es)          | 12 000   |
| Espanyol Barcelone   | Barcelone                  | Sarriá                | 37 618   |
| Grenade CF           | Grenade                    | Los Cármenes          | 12 700   |
| UD Las Palmas        | Las Palmas de Gran Canaria | Insular               | 20 000   |
| Real Madrid          | Madrid                     | Santiago Bernabéu     | 90 123   |
| Pontevedra CF        | Pontevedra                 | Pasarón               | 18 000   |
| CE Sabadell          | Sabadell                   | Cruz Alta             | 7 580    |
| Real Saragosse       | Saragosse                  | La Romareda           | 32 416   |
| Séville CF           | Séville                    | Ramón Sánchez-Pizjuán | 46 325   |
| Valence CF           | Valence                    | Mestalla              | 53 436   |

## Classement
| Rang | Équipe                 | Pts | J  | G  | N  | P  | Bp | Bc | Diff |
| ---- | ---------------------- | --- | -- | -- | -- | -- | -- | -- | ---- |
| 1    | Real Madrid            | 47  | 30 | 19 | 9  | 2  | 58 | 22 | +36  |
| 2    | CF Barcelone           | 42  | 30 | 20 | 2  | 8  | 58 | 29 | +29  |
| 3    | Espanyol Barcelone     | 37  | 30 | 15 | 7  | 8  | 50 | 40 | +10  |
| 4    | Atlético Madrid T      | 35  | 30 | 14 | 7  | 9  | 57 | 30 | +27  |
| 5    | Real Saragosse         | 34  | 30 | 14 | 6  | 10 | 51 | 50 | +1   |
| 6    | Valence CF C           | 32  | 30 | 14 | 4  | 12 | 58 | 37 | +21  |
| 7    | Atlético Bilbao        | 31  | 30 | 11 | 9  | 10 | 43 | 36 | +7   |
| 8    | CE Sabadell            | 30  | 30 | 11 | 8  | 11 | 35 | 38 | -3   |
| 9    | Elche CF               | 27  | 30 | 9  | 9  | 12 | 41 | 50 | -9   |
| 10   | Pontevedra CF          | 27  | 30 | 9  | 9  | 12 | 28 | 32 | -4   |
| 11   | UD Las Palmas          | 26  | 30 | 8  | 10 | 12 | 32 | 38 | -6   |
| 12   | Córdoba CF             | 26  | 30 | 9  | 8  | 13 | 28 | 44 | -16  |
| 13   | Séville CF             | 25  | 30 | 9  | 7  | 14 | 28 | 47 | -19  |
| 14   | Grenade CF P           | 23  | 30 | 8  | 7  | 15 | 32 | 46 | -14  |
| 15   | Hércules Alicante P    | 20  | 30 | 6  | 8  | 16 | 32 | 60 | -28  |
| 16   | Deportivo La Corogne P | 18  | 30 | 7  | 4  | 19 | 25 | 57 | -32  |

- Champion, qualification pour la Coupe des clubs champions 1967-1968 en tant que champion
- Qualification pour la Coupe des vainqueurs de coupe de football 1967-1968 en tant que vainqueur de la Coupe d'Espagne
- Qualification pour la Coupe des villes de foires 1967-1968
- Barrages
- Relégation en Segunda División

Barrages de promotion
Les barrages opposent en matchs aller-retour Séville CF et Sporting Gijon, deuxième du groupe 1 de division 2 et, Grenade CF et Real Betis Balompié, deuxième du groupe 2 de division 2.
| Équipe 1       | Résultat | Équipe 2            | Aller | Retour |
| -------------- | -------- | ------------------- | ----- | ------ |
| Sporting Gijon | 0-2      | Séville CF          | 0-1   | 0-1    |
| Grenade CF     | 0-3      | Real Betis Balompié | 0-1   | 0-2    |

Le Séville CF conserve, au terme des rencontres, sa place en Primera División, Real Betis Balompié accède à l'échelon supérieur.

## Bilan de la saison
| Championnat d'Espagne de football 1966-1967 |                         |
| Champion                                    | Real Madrid (12e titre) |
| Dauphin                                     | CF Barcelone            |
| Coupes et trophées                          |                         |
| Vainqueur de la Coupe d'Espagne 1966-1967   | Valence CF              |
| Promotions et relégations                   |                         |
| Promus en Primera División                  | Real Sociedad           |
| Promus en Primera División                  | CD Málaga               |
| Promus en Primera División                  | Real Betis Balompié     |
| Relégués en Segunda División                | Grenade CF              |
| Relégués en Segunda División                | Hércules Alicante       |
| Relégués en Segunda División                | Deportivo La Corogne    |